# Jacques de Robertet
Pour les autres membres de la famille, voir Famille de Robertet.
Jacques de Robertet, mort en 1519, est un évêque d'Albi.

## Biographie
En 1515, Jacques de Robertet est fait évêque d'Albi par la résignation de son frère Charles de Robertet.
Cependant les chanoines s'assemblèrent le 10 août 1515 pour procéder à l'élection d'un évêque et élurent François de Clermont-Lodève, archevêque d'Auch. Ce dernier intenta procès à Jacques de Robertet devant le parlement de Toulouse. Le roi de France, qui de son côté voulait soutenir le concordat qu'il avait passé avec le pape Léon X, évoqua l'affaire au parlement de Paris, qui jugea en faveur de l'élu François de Clermont-Lodève. Le roi fut extrêmement irrité de cet arrêt, mais le cardinal de Clermont céda son droit à Jacques de Robertet, qui arriva le 22 novembre 1517 dans son diocèse.
Il meurt à Paris en 1519.